# Powstanie więźniów w Kengirze
Powstanie więźniów łagru w Kengirze – powstanie więźniów łagru koło Kengiru (obecnego Żezkazganu) w Kazachstanie w maju i czerwcu 1954 roku.

## Opis wydarzeń
W powstaniu uczestniczyło ponad 8 tysięcy więźniów. Aktywną rolę odegrali Ukraińcy, w tym wielu członków UPA, którzy stanowili ponad połowę powstańców oraz powstańcy zesłani z państw nadbałtyckich. Za przywódców powstania uważa się byłych partyzantów UPA – Hersza Kellera lub Mychajła Sorokę. 25 czerwca oddziały uzbrojone w czołgi rozbiły powstanie. Liczba ofiar wynosiła do 700 osób. Nieuzbrojeni powstańcy w tym kobiety byli zmiażdżeni gąsienicami czołgów T-34, inni zostali zastrzeleni.
W pół roku po powstaniu zbudowane nieopodal osiedla otrzymały nową nazwę – Żezkazgan. Powstanie zostało opisane między innymi przez Aleksandra Sołżenicyna oraz Anne Applebaum, nakręcono o nim także film dokumentalny.